# Étienne Alain Djissikadié
Étienne Alain Djissikadié (Franceville, 5 gennaio 1977) è un ex calciatore gabonese, di ruolo centrocampista.

## Carriera

### Club
Dopo aver giocato con varie squadre gabonesi, nel 2008 si trasferisce al Mazembe.

### Nazionale
È regolarmente membro della Nazionale gabonese.

## Palmarès
- Campionato di calcio della Repubblica Democratica del Congo: 2

Mazembe: 2007, 2009
- Katanga Provincial League (LIFKAT): 1

Mazembe: 2007
- CAF Champions League: 2

Mazembe: 2009, 2010